# Timema poppensis
Timema poppensis är en insektsart som beskrevs av Joyce Winifred Vickery och German Giovanny Sandoval González 1999. Timema poppensis ingår i släktet Timema och familjen Timematidae. Inga underarter finns listade i Catalogue of Life.